# Veslanje na Azijskim igrama
Veslačka natjecanja na Azijskim igrama redovito se održavaju od 9. izdanja igara 1982. u New Delhiju, kada postaju i sastavni i bovezni šport na Igrama.

## Izdanja natjecanja
| Igre  | Godina | Grad domaćin | Država domaćin | Država s navjiše osvojenih odličja |
| ----- | ------ | ------------ | -------------- | ---------------------------------- |
| IX.   | 1982,  | New Delhi    | Indija         | NR Kina                            |
| X.    | 1986.  | Seul         | Južna Koreja   | NR Kina                            |
| XI.   | 1990.  | Beijing      | NR Kina        | NR Kina                            |
| XII.  | 1994.  | Hiroshima    | Japan          | NR Kina                            |
| XIII. | 1998.  | Bangkok      | Tajland        | NR Kina                            |
| XIV.  | 2002.  | Busan        | Južna Koreja   | NR Kina                            |
| XV.   | 2006.  | Doha         | Katar          | NR Kina                            |
| XVI.  | 2010.  | Guangzhou    | NR Kina        | NR Kina                            |
| XVII. | 2014.  | Incheon      | Južna Koreja   | NR Kina                            |

## Poveznice
- Veslanje na Olimpijskim igrama
- Veslanje na Sveafričkim igrama

## Vanjske poveznice
- (engl.) Azijski veslački savez - arfrowing,org  Arhivirana inačica izvorne stranice od 31. kolovoza 2018. (Wayback Machine)